# Markus Happe
Markus Happe (* 11. Februar 1972 in Münster) ist ein ehemaliger deutscher Fußballspieler.

## Karriere
Markus Happe wuchs im Münsteraner Stadtteil Wolbeck auf und begann im lokalen Verein VfL Wolbeck seine Fußballkarriere. Er wechselte bereits in der Jugend zu Preußen Münster. Hier debütierte er 1990 im Alter von 18 Jahren als Libero in der 2. Bundesliga bei der 1:3-Niederlage der Preußen im Parkstadion beim FC Schalke 04. Durch weitere gute Leistungen empfahl er sich für höhere Aufgaben und wechselte nach nur einer Saison in der 2. Bundesliga von Preußen Münster in die 1. Bundesliga zu Bayer 04 Leverkusen. Auch dort war Happe ein zuverlässiger Verteidiger, so dass er mehrfach zur U21 berufen wurde. Im Januar 2000 wechselte er zum FC Schalke 04, nachdem seine Einsatzchancen in Leverkusen gesunken waren. Hier zeigte er keine starke Leistungen, so dass er 2002 zum 1. FC Köln wechselte. Auch dort konnte er sich nicht in die Stammelf spielen. Daher wechselte er im Januar 2004 zu Kickers Offenbach. Dort galt er als feste Größe in der Abwehr und war Mannschaftskapitän. Im Sommer 2007 wechselte er zurück zu Bayer 04 Leverkusen, um dort bis 2010 die zweite Mannschaft zu führen. Nach seiner aktiven Laufbahn spielt Markus Happe in der Traditionsmannschaft von Bayer 04 Leverkusen.
Happe ist seit 2010 Geschäftsführer einer Firma aus dem Bereich der Arbeitnehmerüberlassung und des Objektschutzes.